# Мала Стрмиця
Мала Стрмиця (словен. Mala Strmica) — поселення в общині Шмарєшкі Топлиці, регіон Південно-Східна Словенія, Словенія.